# Heilongtan Shuiku (reservoar i Kina, Sichuan)
Heilongtan Shuiku (kinesiska: 黑龙滩水库) är en reservoar i Kina. Den ligger i provinsen Sichuan, i den sydvästra delen av landet, omkring 66 kilometer söder om provinshuvudstaden Chengdu. Heilongtan Shuiku ligger 485 meter över havet. Arean är 20,6 kvadratkilometer. Trakten runt Heilongtan Shuiku består till största delen av jordbruksmark. Den sträcker sig 13,0 kilometer i nord-sydlig riktning, och 10,5 kilometer i öst-västlig riktning.
Genomsnittlig årsnederbörd är 1 222 millimeter. Den regnigaste månaden är juli, med i genomsnitt 338 mm nederbörd, och den torraste är december, med 9 mm nederbörd.